# Bonham (Texas)
Pour les articles homonymes, voir Bonham.
La ville américaine de Bonham est le siège du comté de Fannin, dans l’État du Texas. Elle comptait 10 127 habitants lors du recensement de 2010.

## Démographie
| Groupe            | Bonham | Texas | États-Unis |
| ----------------- | ------ | ----- | ---------- |
| Blancs            | 75,4   | 70,4  | 72,4       |
| Afro-Américains   | 14,8   | 11,9  | 12,6       |
| Autres            | 6,6    | 10,6  | 6,4        |
| Métis             | 1,8    | 2,7   | 2,9        |
| Amérindiens       | 1,0    | 0,7   | 0,9        |
| Asiatiques        | 0,4    | 3,8   | 4,8        |
| Total             | 100    | 100   | 100        |
|                   |        |       |            |
| Latino-Américains | 15,4   | 37,6  | 16,7       |

Selon l'American Community Survey, pour la période 2011-2015, 85,10 % de la population âgée de plus de 5 ans déclare parler l'anglais à la maison, 12,39 % l'espagnol, 0,61 % le portugais, 0,61 % l'allemand et 1,30 % une autre langue.

## Personnalités liées à la ville
- John Wesley Hardin, figure de l'Ouest américain, hors-la-loi et as de la gâchette,
- Roberta Dodd Crawford, soprano lyrique,
- Charlie Christian, guitariste de jazz,
- Kenny Marchant, membre du Congrès,
- Joe Morgan, Joueur de baseball,
- Sam Rayburn, Politicien,
- James Tague, écrivain et témoin de l'assassinat du président Kennedy.